# Jama (indumento)
Il termine jama si riferisce a un lungo cappotto che era popolare nell'Asia del Sud durante l'Impero Moghul.

## Stili
Alcuni stili del jama erano stretti attorno al tronco ma svasati in fondo come una gonna al di sotto delle ginocchia o alle caviglie. Altri stili, come il jama chakman, era lungo fino alle ginocchia. Le maniche tendevano ad essere lunghe. Il Jama era legato su entrambi i lati con delle stringhe mentre alcuni avevano un'apertura nella parte anteriore. Quello che originariamente era un abito maschile venne poi adottato anche dalle donne che indossavano il jama (più aderente) con una sciarpa. I legacci della metà superiore del jama venivano messi sotto l'ascella e sul petto.
Uno stile particolare di jama era quello appuntito che era come il jama Moghul, ma la gonna terminava in quattro o sei punte invece che col il classico bordo circolare del jama Moghul. Questo potrebbe essere derivato dal takauchiah della corte Rajput e quindi di origine locale. Durante l'Impero Sikh il Jama non era più lungo, ma corto e spesso nascosto intorno alla vita per consentire maggiore libertà di movimento. Nel corso del XIX e XX secolo il jama venne ridotto ad una camicia, come capo della parte superiore del corpo, nell'India britannica.

## Galleria d'immagini

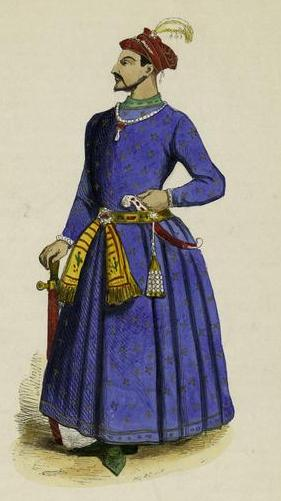
Comandante della Guardia imperiale di Delhi
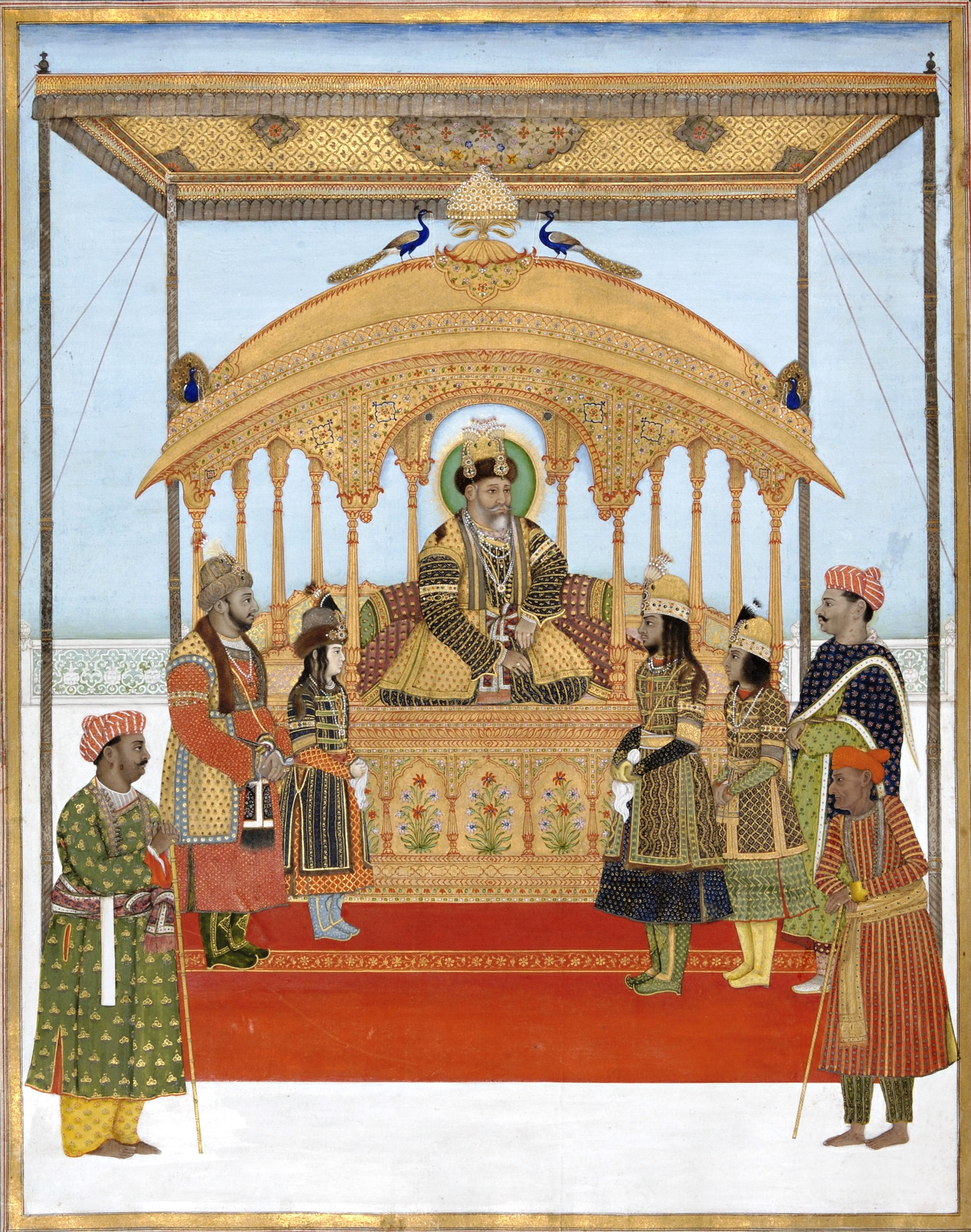
Ghulam Murtaza Khan, Delhi Darbar di Akbar II
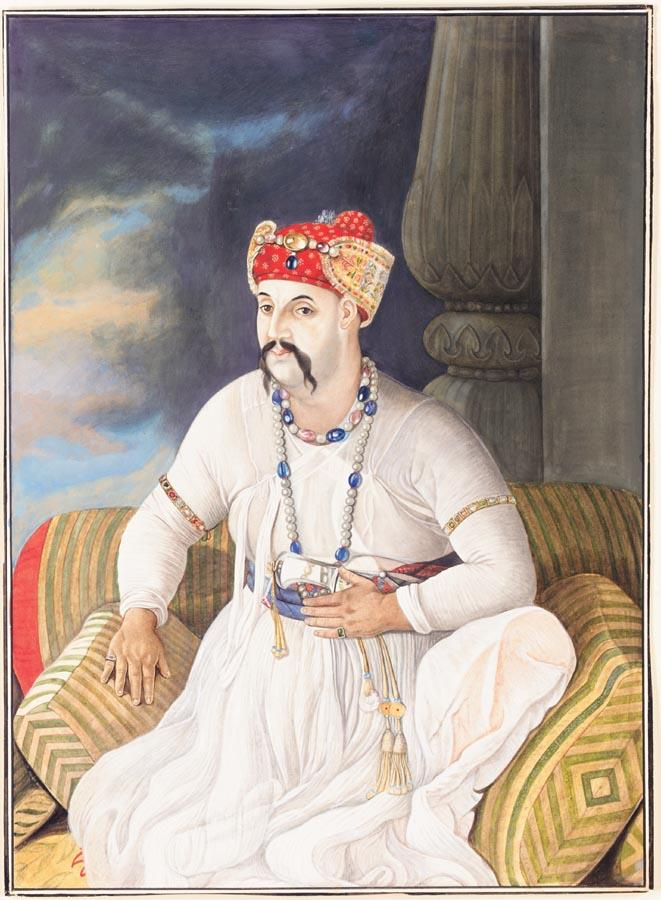
Nawab di Oudh, Asaf-ud-daula, Lucknow, India, circa 1785-90
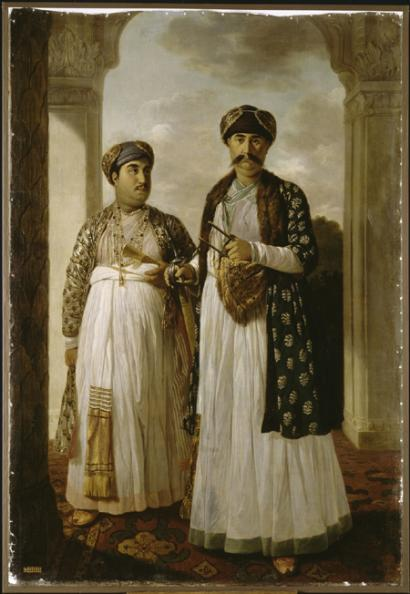
Nawab Shuja al-Daula e il suo erde Asaf al-Daula a Faizabad
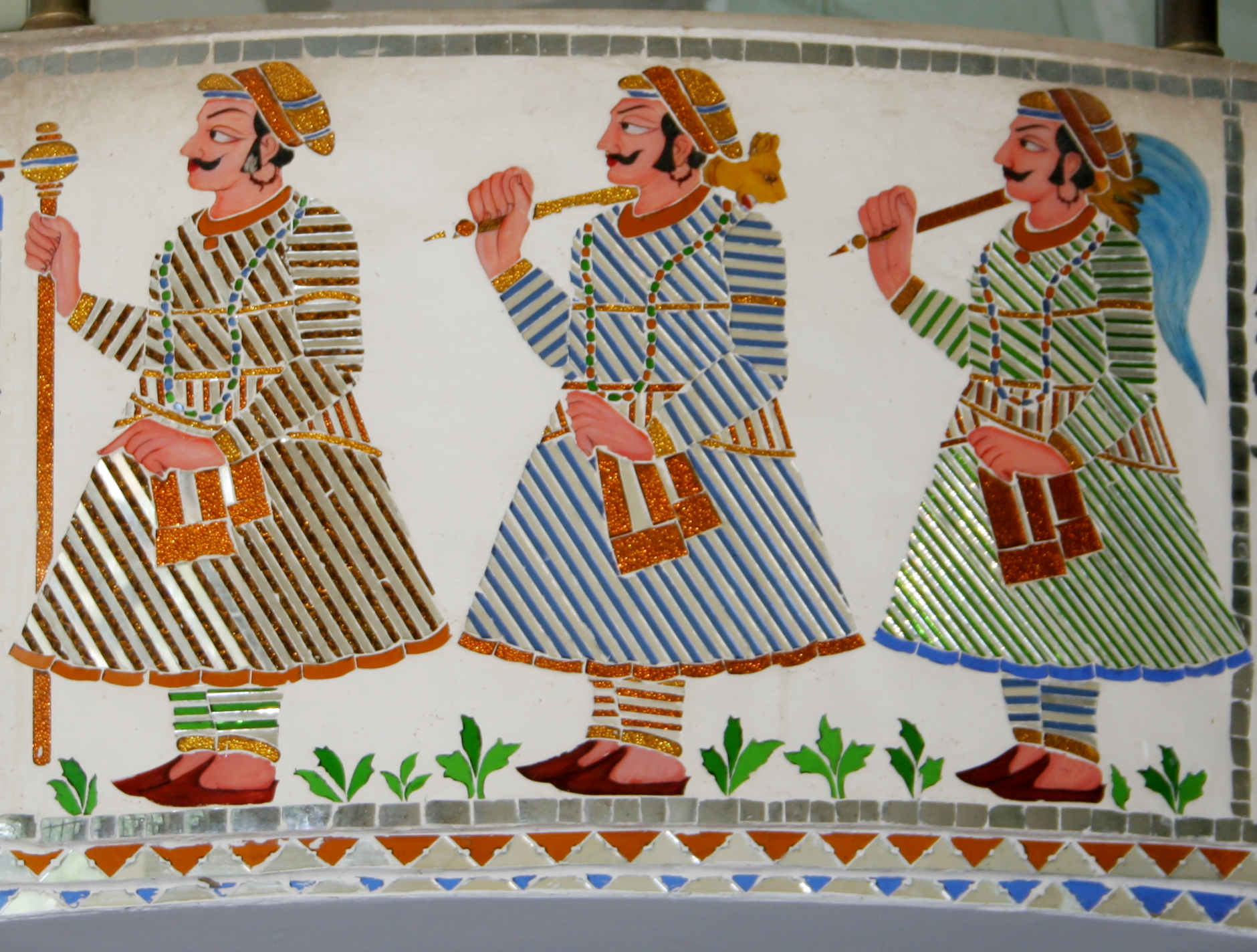
Tre uomini in abito tradizionale, mosaico, Udaipur, Rajasthan, India
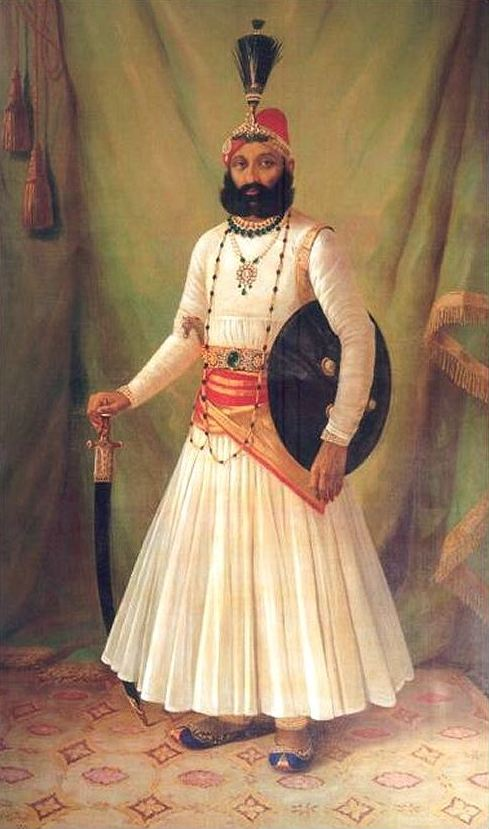
Raja Ravi Varma, Maharaja Fateh Singh
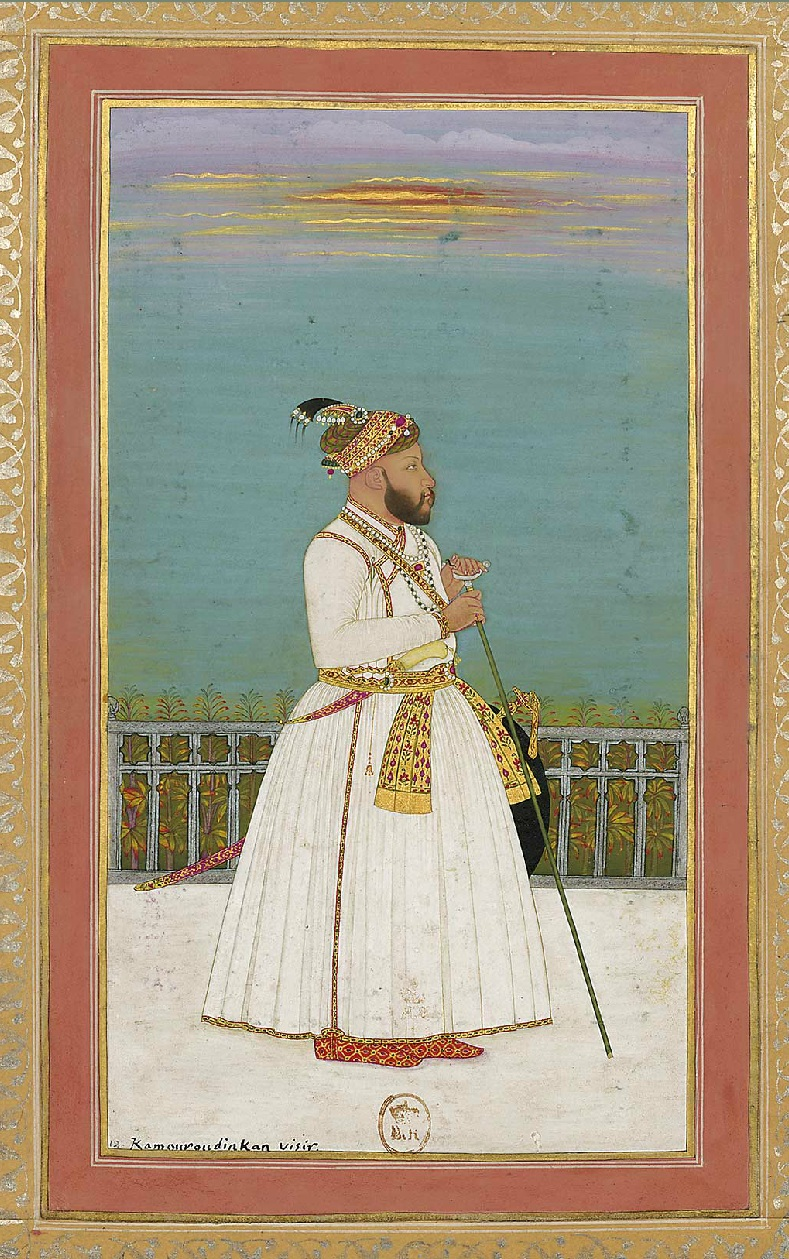
Il visir Qamar ud-Din circa 1735
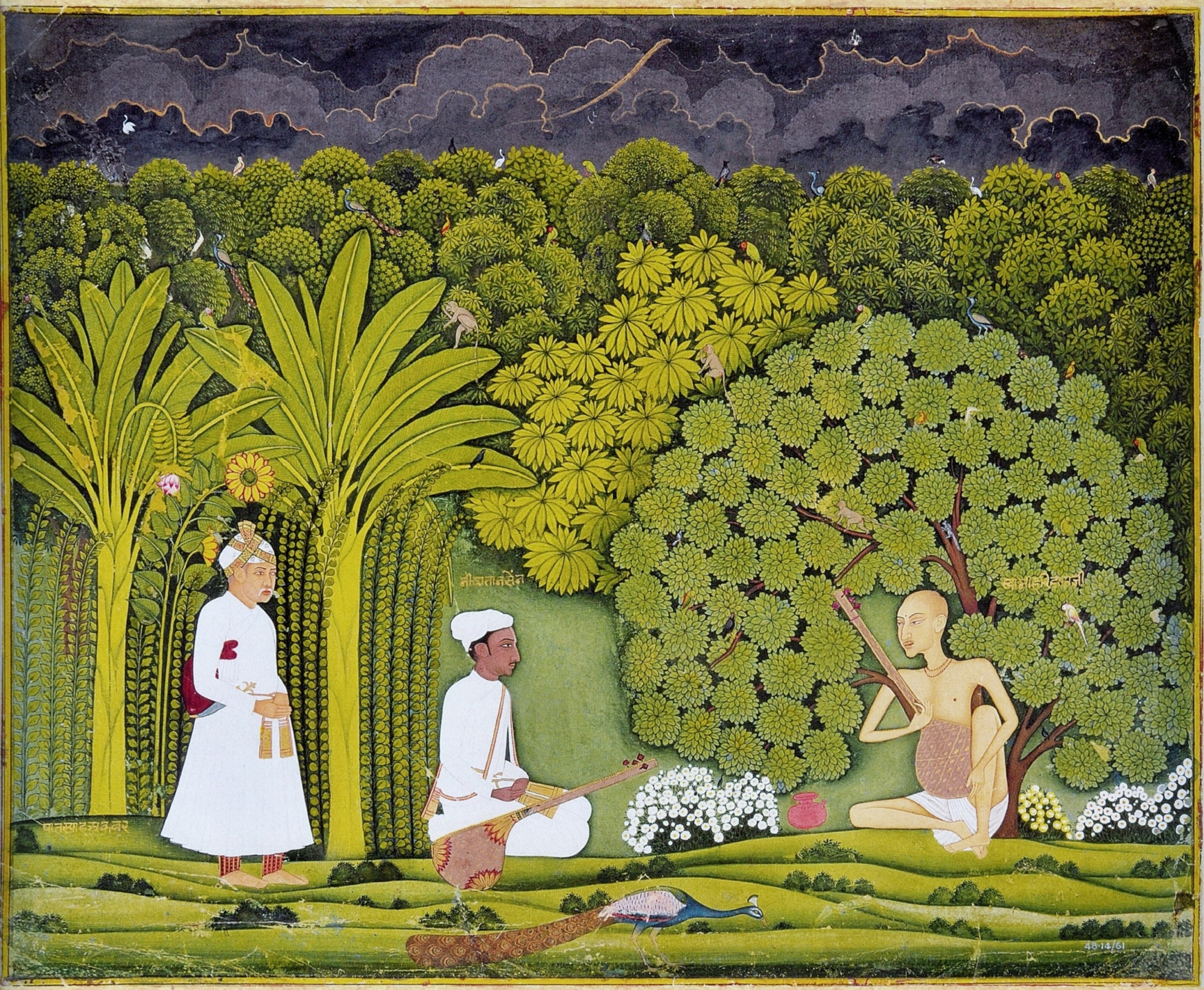
Akbar e Tansen visitano Haridas
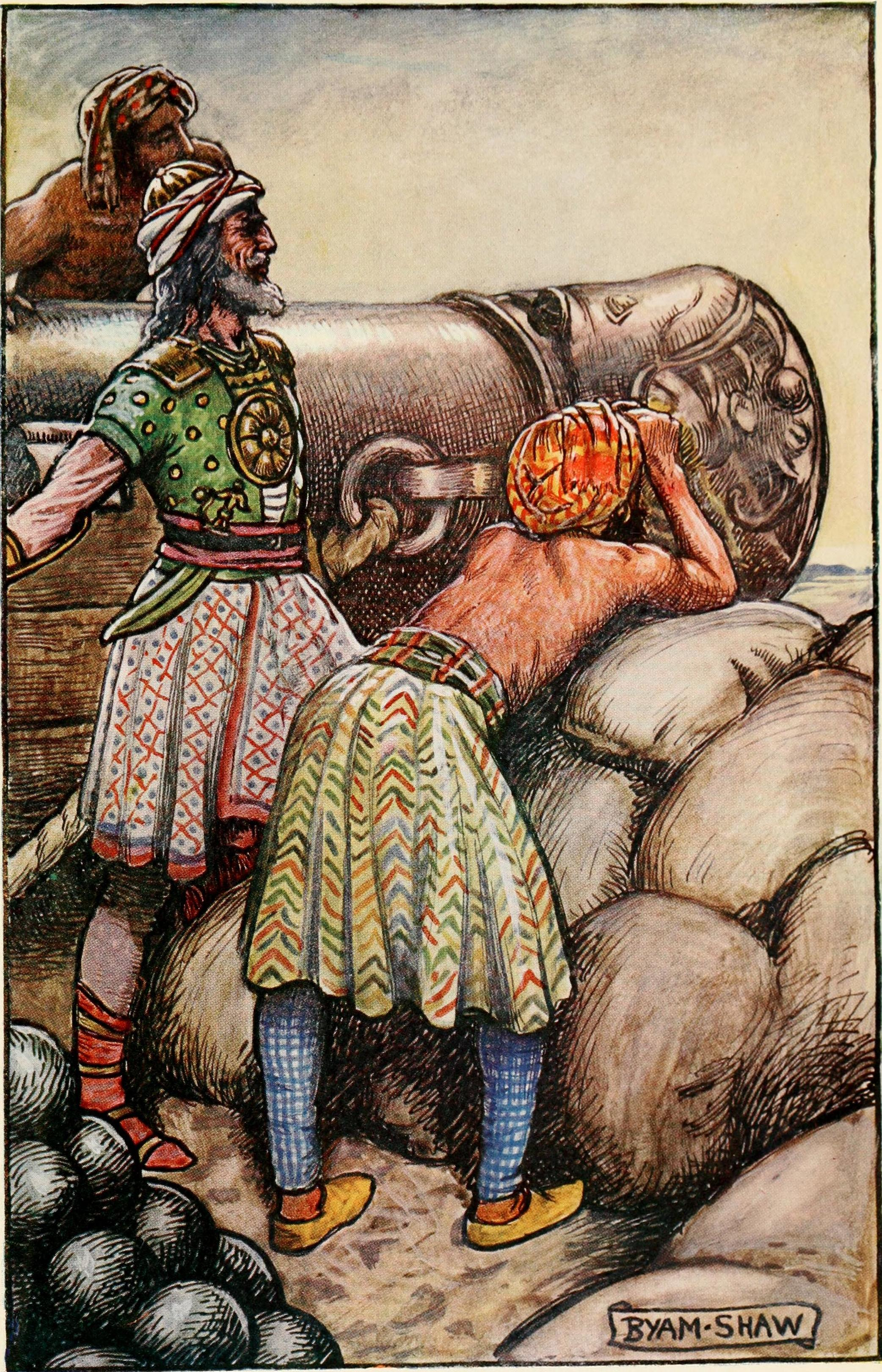
Artigliere dell'esercito moghul durante il regno di Akbar.
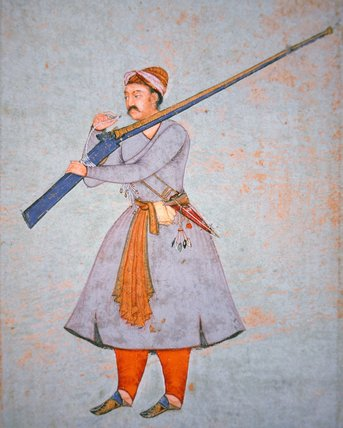
Ufficiale dell'ersercito moghul, c.1585

## In tempi moderni
Nel Gujarat il jama cominciò a perdere popolarità alla fine del XIX secolo. Tuttavia gli uomini, in parti del Kutch, portano ancora il jama noto anche come angarkha che presenta un'apertura asimmetrica con la gonna svasata intorno ai fianchi mentre alcuni sono lunghi fin sotto le ginocchia.

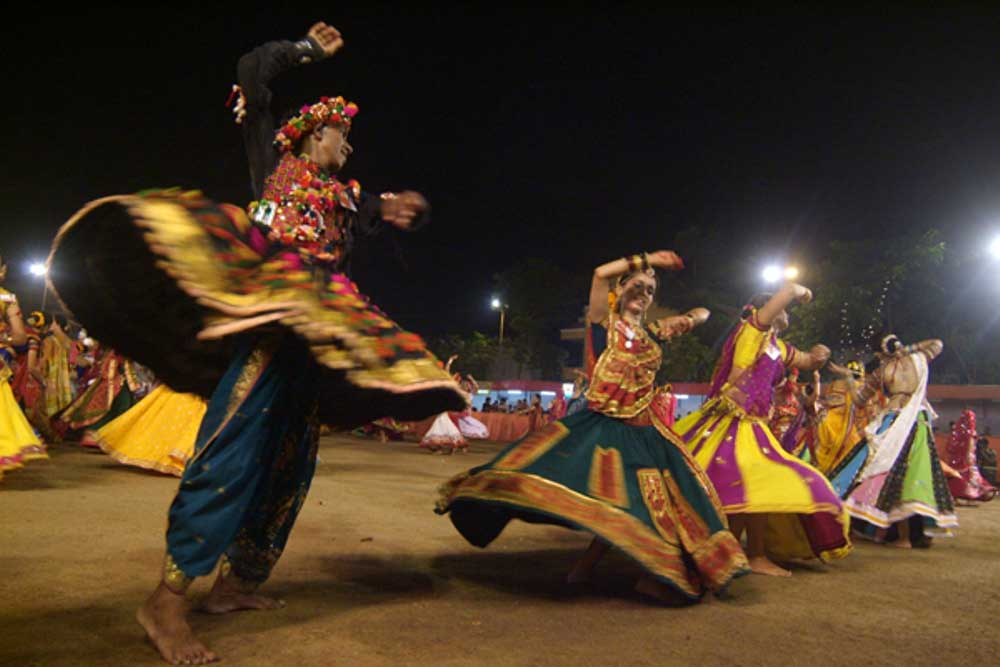
L'uomo a sinistra abbigliato con jama/angarkha del Gujarat